# Y-Towers
Y-Towers is een gebouwcomplex in aanbouw in de wijk Overhoeks in Amsterdam. Het complex bestaat uit een onderbouw met hotel- en congresfaciliteiten van de keten Maritim en twee torens; een hoteltoren van 114 meter hoog en woontoren Yvie van 106 meter hoog. De bouw is in 2017 begonnen en zou in 2023 klaar moeten zijn.
Het complex is gelegen op kavels 3 en 4 van Strip Overhoeks tussen de Badhuiskade en Bercylaan in. Het stedenbouwkundig plan van de nieuwbouwwijk werd ontwikkeld op het voormalig Shellterrein. Het complex bevat 176 reguliere woningen en 120 woningen voor kort verblijf. Het hotel wordt met 579 kamers een van de grootste in de Benelux. Het hotel krijgt verschillende faciliteiten zoals zwembad met welness, daktuin, restaurants en cafés en conferentieruimtes, waar bewoners van de woontoren ook deels gebruik van kunnen maken. Daarnaast bevat het complex een grote dubbellaagse autoparkeergarage van 605 plaatsen die deels onder het naastgelegen Schegpark ligt. Het hotel zal, net zoals Shell hier vroeger had, een shuttledienst met veerbootjes krijgen door het Buiksloterkanaal over het IJ direct naar het Centraal Station.

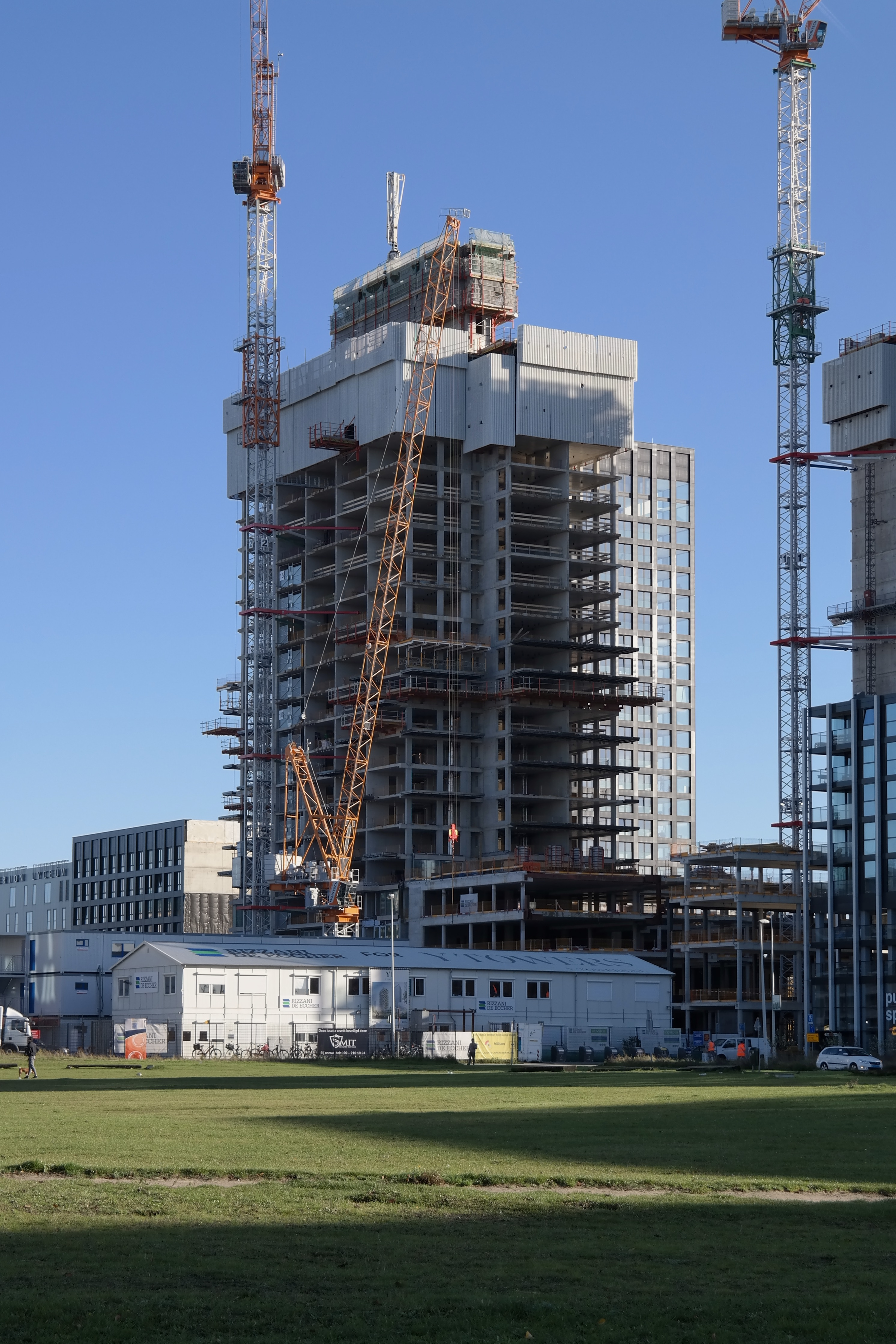
Yvie in aanbouw in 2021

In 2017 werd de bouw gestart. Een jaar later werd de bouw plots gestaakt en hoofdaannemer Züblin gesommeerd om het terrein te verlaten en bouwgereedschap te verwijderen. Tijdens de stillegging was men bezig met de keldervloeren van de parkeergarage. Oorzaak was een geschil tussen de opdrachtgever en aannemer over stijgende bouwkosten die resulteerde in een vertrouwensbreuk. Vervolgens werd het Italiaanse aannemer Rizziani de Eccher als nieuwe aannemer aangesteld die de bouw zou gaan voltooien. Ruim een jaar heeft de bouw stilgelegen totdat in 2020 de bouw werd hervat.

## Trivia
- Zowel de namen Y-Towers als Y Towers (met en zonder koppelteken) worden gebruikt voor het complex door bouwpartners en betrokken ondernemingen, soms zelfs door elkaar in één bericht.

Rembrandttoren · Mondriaantoren · Y-Towers · Amsterdam Symphony · WTC H Toren · ABN AMRO-hoofdkantoor · Amstel Tower · Ito-toren · Valley · Millennium Tower · Crystal Tower · The Sharing Tower · Teleport Tower · Viñoly · Breitnertoren · Oval Tower · The Rock · Pontsteiger · La Guardia Plaza · Cross Towers · New Amsterdam · UNStudio Tower · Boekhuis · IJ-toren · A'DAM Toren · Hourglass · Vivaldigebouw · Okura Hotel · 900 Mahler · De Nederlandsche Bank · Xavier · De Spakler